# Tovdalselva
De Tovdalselva is met haar 143 km een van de langste rivieren van Zuid-Noorwegen. Zij stroomt van noordoost naar zuidwest en mondt tussen Hamresanden en Kjevik in de Topdalsfjorden. Bij de monding bedraagt het gemiddeld debiet 65 m³/seconde. De bron ligt op 1101 m hoogte en de bovenloop bevat talrijke meren waaronder de Herefjossfjorden, de Flaksvann en het grootste: de Straumsfjorden. Het stroomgebied is 1800 km² groot en omvat geheel of gedeeltelijk volgende gemeenten: Fyresdal, Valle, Bygland, Evje og Hornnes, Åmli, Froland, Grimstad, Birkenes, Iveland, Lillesand, en Kristiansand.
De Topdalselva was vroeger een van de belangrijkste rivieren voor het vangen van zalm, dit is evenwel sterk verminderd vanaf 1900 om rond 1970 bijna volledig te zijn verdwenen. De laatste jaren is de vis echter met een spectaculaire comeback bezig als gevolg van maatregelen om het leefmilieu van de zalm in het stroomgebied te verbeteren.